# BAD CITY
BAD CITY（バッド・シティ）は、小沢仁志主演の2023年1月20日公開の日本映画。PG12。小沢仁志還暦記念作品。小沢仁志オリジナル脚本・製作総指揮・主演で描いたアクション映画。監督は園村健介。キャッチコピーは「ケリをつける。」。

## 概要
劇中に登場する犯罪都市の異名を持つ開港市は架空の都市である。
福岡県中間市 福田健次市長の全面サポートにより、撮影場所の約70パーセントを福岡県（福岡市、北九州市など）、約半分を中間市で撮影が行われた。エキストラとして地元の市民も出演した。
主演・小沢仁志は本作のために徹底したトレーニングを行い強靭な肉体を作り上げ、100人以上にのぼる敵を相手に、CGなし、スタントなしのアクションに挑み、クライマックスシーンでは山口祥行と死闘を繰り広げ息つく間もない肉弾戦を披露する。
4種類のティザーポスターを展開。
2022年7月1日よりスイスで開催されるヌーシャテル国際ファンタスティック映画祭のAsian Competition部門 招待作品。
2022年12月9日から福岡（福岡ユナイテッド・シネマ キャナルシティ13、シネプレックス小倉、ユナイテッド・シネマなかま16）先行公開、小沢仁志、かたせ梨乃が登壇。
ユナイテッド・シネマなかま16（中間市）で『BAD CITY』中間ロケ地マップが配布されている。
2023年1月10日に、新宿ピカデリーで完成披露上映会を行い、小沢仁志、坂ノ上茜、勝矢、三元雅芸、山口祥行、本宮泰風、かたせ梨乃、横山剣（クレイジーケンバンド）、園村健介監督が登壇した。

## ストーリー
開港市に縄張りを持つ桜田組組長（桑田昭彦）が韓国マフィア・金数義（山口祥行）によって殺された。金数義とひそかにつながっていたのが、開港市を影で操る巨大財閥・五条財閥会長・五条亘（リリー・フランキー）だった。検察庁検事長の平山健司（加藤雅也）は五条亘を告発すべく、公安0課の小泉香（壇蜜）を中心に、熊本（勝矢）、西崎（三元雅芸）、野原（坂ノ上茜）をメンバーに特捜班を結成し、また、特捜班のメンバーとして、刑務所に服役中の元・強行犯警部の刑事・虎田誠（小沢仁志）を期限付きで復活させるのである。

## キャスト
- 虎田誠（元・開港警察署強行犯係 班長 警部 刑事→検察庁公安0課特捜班 班長）：小沢仁志
- 開港警察署強行犯係 →検察庁公安0課特捜班 野原恵（新人刑事）：坂ノ上茜
- 開港警察署強行犯係 →検察庁公安0課特捜班 熊本聡（警部補）：勝矢
- 開港警察署強行犯係 →検察庁公安0課特捜班 西崎亮太（刑事）：三元雅芸
- 開港警察署 部長：諏訪太朗
- 四課 警部：島津健太郎
- 四課：友和
- 五条財閥 専務 タムラ：桐生コウジ
- 検事総長：浜田晃
- テレビ局記者 ミカ（野原恵の学生時代の友達）：松永有紗
- テギュン：許秀哲
- 桜田サキコ（桜田組長の娘）：圭叶
- キズナ：前田爽羅（子役）
- 桜田組組長：桑田昭彦
- 桜田組若頭：松岡邦生
- 萬野崇博
- 市長：福田健次
- 中野刑事：中野英雄（※友情出演）
- 一課 和刑事：小沢和義（※友情出演）
- 刑務官：永倉大輔（※友情出演）
- 金 数義（韓国マフィア）：山口祥行
- パク（マダムの側近）：本宮泰風
- 桜田組若頭補佐 村田：波岡一喜
- ハン（金数義の右腕）：TAK∴
- 検察庁公安0課 小泉香（検察庁時代の虎田の後輩）：壇蜜
- 検察庁検事長 平山健司：加藤雅也
- マダム（韓国マフィアの首領）：かたせ梨乃
- 巨大財閥 五条財閥 会長 五条亘：リリー・フランキー

## 主題歌
- 「こわもて」クレイジーケンバンド（ユニバーサルシグマ）

## スタッフ
- 監督・編集・アクション監督：園村健介
- 製作総指揮・脚本：OZAWA
- 製作：人見剛、岡本全竜、小林未生和
- エグゼクティブプロデューサー：鈴木祐介
- プロデューサー：服巻泰三、小林良二、角田陸
- 音楽：森野宣彦
- 撮影：伊集守忠
- 照明：大町昌路、藤井隆二
- 録音：山口勉、西岡正巳
- 美術・小道具：貝原クリス亮
- 衣装：片柳利依子
- メイク：坂口佳那恵
- VFX：恒川岳彦
- 音響効果・整音：丹雄二
- ラインプロデューサー：山鹿孝起、岡本大竜（九州小沢会）、本田大祐（九州小沢会）
- 助監督：金沢勇大
- アクションコーディネイター：川本直弘
- ガンエフェクト・VFX：遊佐和寿
- 刺青：竹林弘
- 特殊造型：JULIA
- 協力プロデューサー：河野博明
- 制作担当：橘慎
- スチール：大蔵俊介
- メイキング：友和
- DCPマスタリング：西山秀明
- オフィシャルライター：森田真帆
- 字幕制作：モタラ遊ハムザ
- 海外セールス：高橋勇太、林考王謹
- 番組販売：海田晃弘
- 法務：柴山航
- 衣裳協力：8（eight）、FAIRFAX、銀座 英國屋、バースジャパン、CAWAII、FRENCH FAVE、babyface、e-zakkamania stores
- 撮影協力：九州小沢会、札幌小沢会、君津小沢会、999.9
- スペシャルサンクス：福岡県中間市
- 製作：2022年「BAD CITY」製作委員会（ライツキューブ（製作幹事）、九州ゼット、渋谷プロダクション）
- 制作：ソリッドフィーチャー
- 配給・宣伝：渋谷プロダクション

## 備考
- 坂ノ上茜は、アクションシーンの殺陣の稽古で怪我をして救急車で運ばれたものの脱臼で済み、テーピングしてアクションシーンを撮影した[12]。
- ラストのアクションは30分近くある[12]。
- OZAWAは脚本を4日、5日で書き上げた[13]。
- アクションは全部、即興で園村健介監督が作った[13]。

## 配信
- 2023年5月1日よりU-NEXT独占配信。

## DVD
- セルDVD 2023年10月25日発売
映像特典：メイキング、完成披露舞台挨拶、超特報、特報、予告編など収録